# Estació de Marcelcave
L'estació de Marcelcave és una estació ferroviària situada al municipi francès de Marcelcave (al departament del Somme).
És servida pels trens del TER Picardie.
| Provinença | Estació anterior   | Línia        | Estació següent     | Destinació    |
| ---------- | ------------------ | ------------ | ------------------- | ------------- |
| Amiens     | Villers-Bretonneux | TER Picardie | Wiencourt-l'Equipée | Saint-Quentin |
| Amiens     | Villers-Bretonneux | TER Picardie | Wiencourt-l'Equipée | Reims         |